# Брянск-Льговский
Брянск-Льго́вский  (Брянск II) — узловая станция Московской железной дороги в городе Брянске. Одна из главных пассажирских станций, крупнейший грузовой сортировочный парк Брянского железнодорожного узла.

## Описание
Станция внеклассная, сортировочная, в её границах располагается 4 остановочных пункта: станция Брянск-Льговский и платформы: Западный пост, Пост Брянск-Южный и Восточный пост.
На станции Брянск-Льговский имеются 2 пассажирских платформы. Рядом с платформой южного направления в 1967 году построено двухэтажное здание вокзала, на платформе северного направления имеется открытый бетонный павильон с навесом для защиты пассажиров от непогоды.
Над путями станции пролегает путепровод Московского проспекта — одного из магистральных проспектов Брянска. Вокзал расположен на некотором удалении от остановок общественного транспорта, непосредственно к станционному зданию подходят лишь автобусы 13, 103 и маршрутное такси 31д.

## История
В 1867 году было учреждено Общество Орлово-Витебской дороги. Эта железнодорожная линия должна была стать продолжением Орлово-Грязской дороги и соединить центральные российские губернии с крупными промышленными центрами северо-запада. В эти годы в Российской империи повсеместно создавались новые промышленные районы и город Брянск не стал исключением.
На базе местных месторождений в городе и окрестностях работали несколько чугунолитейных, сталелитейных и металлообрабатывающих заводов, оружейный завод «Брянский арсенал», а также фабрики по производству канатов, мыловаренные, кожевенные, свёклосахарные, стекольные и многие другие .
В 1868 году железная дорога прошла через уездный Брянск, был закончен строительством и сдан в эксплуатацию участок от Орла до Витебска. Вскоре в Брянске были построены и открыты товарная и пассажирская станции с каменным вокзалом орловского направления.
В 1887 году через Брянск прошла ветка Полесских железных дорог. Пассажирская станция Брянск Полесских дорог была общей с Орловско-Витебской железной дорогой, ныне станция Брянск-Орловский, а товарно-сортировочную станцию открыли на расстоянии 1,64 версты (1,75 км) от вокзала. Сегодня это место известно как платформа Брянск-Ремонтный, в отдельных источниках — как станция Брянск-Льговский.
Газета «Орловский Вестник» от 26 февраля (10 марта) 1899 года писала:

…все три наших станции — пассажирская Риго-Орловской железной дороги, товарная Полесских и товарная Льговской — носят одно и то же название «Брянск», вследствие чего бывает масса недоразумений с пассажирами и их багажом. <…> Почему бы не прибавить на вывесках к слову «Брянск» ещё и «Полесский» и «Льговский», тогда бы ничего подобного, конечно, быть не могло.— Газета «Орловский вестник», 1899, №57.
Вероятно, приводимая в справочнике Архангельских 1981 года, дата основания станции Брянск-Льговский является ошибочной. Линия Брянск—Гомель пролегла здесь в 1887 году, который и может считаться датой основания, однако строительство пассажирского вокзала станции Брянск-Льговский началось несколькими годами позднее.
В середине 1890-х годов началось строительство Московско-Киево-Воронежской железной дороги, в ходе которого был построен и пассажирский вокзал станция Брянск-Льговский, ставший впоследствии вторым по значимости вокзалом города Брянска.
После национализации железных дорог большевиками, основной пассажиропоток был перенесён на станцию Брянск-Орловский, которая получила название Брянск-Пассажирский, а станция Брянск-Льговский была специализирована как грузовая-сортировочная и некоторое время носила название Брянск-Товарный.
В годы Великой Отечественной войны станция подвергалась интенсивным бомбардировкам самолётами Люфтваффе: летом-осенью 1941 года и с осени 1943 до апреля 1944 годов. Была захвачена оккупантами 6 октября 1941 года. В ночь на 13 сентября 1943 года освобождена передовыми частями 11 армии генерал-лейтенанта Федюнинского И. И., в ходе Брянской наступательной операции. К моменту освобождения станция была сильно разрушена, железнодорожный вокзал представлял собой несколько торчащих из груды камня и металла стен. Пути, стрелочные переводы — всё путевое хозяйство и технические постройки были уничтожены.
В настоящее время является крупным железнодорожным узлом Брянской области, а по ряду критериев — и одной из крупнейших грузовых станций Европейской части РФ. Станция разделена на Западный и Восточный парки, протяжённость станции составляет не менее 3 км. Кроме грузовых и маневровых работ, активно используется для пассажирского движения, на станции останавливается ряд пассажирских поездов и все пригородные электро- и дизель-поезда суземского, льговского и новозыбковского направлений.

## Пассажирское движение
Ежесуточно пассажирский терминал станции обрабатывает небольшое количество поездов дальнего следования и пригородных электропоездов. До введения коронавирусных ограничений в 2020 году, через станцию регулярно следовали поезда дальнего следования в города Украины: Киев, Одесса, Николаев, Львов, а также в столицу Молдавии — Кишинёв.
В последние годы количество пассажирских поездов и беспересадочных вагонов, следующих до городов Украины, сократилось. Поезда международного сообщения до Будапешта, Бухареста, Софии, Праги и Братиславы, отменены или переведены на Белорусское направление.

### Основные направления
| Страна      | Пункт назначения                                                                                 |
| ----------- | ------------------------------------------------------------------------------------------------ |
| Россия      | Москва, Адлер, Брянск-Орловский, Жуковка, Климов, Новозыбков, Смоленск, Суземка, Комаричи, Унеча |
| Белоруссия1 | Минск                                                                                            |

1 — В связи с распространением коронавирусной инфекции введены ограничения: некоторые поезда могут быть временно отменены до особого указания..

### Перевозчики и расписание
| Перевозчик                                    | Дистанция                               | Расписание |
| --------------------------------------------- | --------------------------------------- | ---------- |
| Российские железные дороги (ФПК)              | Дальнее следование                      | РЖД        |
| Белорусская железная дорога                   | Дальнее следование                      | БЧ         |
| Центральная пригородная пассажирская компания | Межрегиональное и пригородное сообщение | ЦППК       |

## Коммерческие операции, выполняемые на станции
- (Б) — Продажа билетов на все пассажирские поезда. Приём и выдача багажа не производятся.
- (§ 1) — Приём и выдача повагонных отправок грузов, допускаемых к хранению на открытых площадках станций.
- (§ 2) — Приём и выдача мелких отправок грузов, требующих хранения в крытых складах станций.
- (§ 3) — Приём и выдача грузов повагонными и мелкими отправками, загружаемых целыми вагонами, только на подъездных путях и местах необщего пользования.
- (§ 4) — Приём и выдача повагонных отправок грузов, требующих хранения в крытых складах станций.
- (§ 5) — Приём и выдача грузов в универсальных контейнерах массой брутто 3,3(5) и 5,5 (6) т на станциях
- (§ 8) — Приём и выдача грузов в универсальных контейнерах массой брутто 20 и 24 т на станциях
- (§ 10) — Приём и выдача грузов в универсальных контейнерах массой брутто 24 (30) и 30 т на станциях[11].